# Rio Arauã
Rio Arauã är ett vattendrag i Brasilien.   Det ligger i delstaten Amazonas, i den västra delen av landet, 2 100 km väster om huvudstaden Brasília.
I omgivningarna runt Rio Arauã växer i huvudsak städsegrön lövskog. Trakten runt Rio Arauã är nära nog obefolkad, med mindre än två invånare per kvadratkilometer.